# 中国数学会
中国数学会，为中国数学领域的学术性组织。中国数学会为中国科学技术协会的成员。现有会员约50000名。

## 历史
1935年7月，中国数学会在上海成立。成立大会在上海交通大学图书馆举行。与会的有熊庆来、陈建功、苏步青等。
1995年5月，中国数学会第七次代表大会在北京清华大学举行，会议选举产生了77名理事，并召开理事会第一次会议，选举张恭庆担任理事长。

## 历届理事长
- 第一届：华罗庚
- 第二届：华罗庚
- 第三届：华罗庚
- 第四届：吴文俊
- 第五届：王元
- 第六届：杨乐
- 第七届：张恭庆
- 第八届：马志明
- 第九届：文兰
- 第十届：马志明
- 第十一届：王诗宬
- 第十二届：袁亚湘
- 第十三届：田刚
- 第十四届：席南华

其中在第四次全国代表大会上，推选了华罗庚、苏步青、江泽涵、吴大任、柯召为名誉理事长。

## 出版物
期刊：
- 《数学学报》
- 《Acta Mathematica Sinica》（English Series）
- 《应用数学学报》
- 《Acta Mathematical Applicatae Sinica》（English Series）
- 《数学进展》
- 《数学的实践与认识》
- 《应用概率统计》
- 《数学通报》
- 《中学生数学》
- 《中等数学》

## 颁发奖项
- 华罗庚数学奖
- 陈省身数学奖
- 钟家庆数学奖